# Квічаль індійський
Квіча́ль індійський (Geokichla wardii) — вид горобцеподібних птахів родини дроздових (Turdidae). Мешкає в Південній Азії. Є найближчим родичем сибірського квічаля.

## Опис

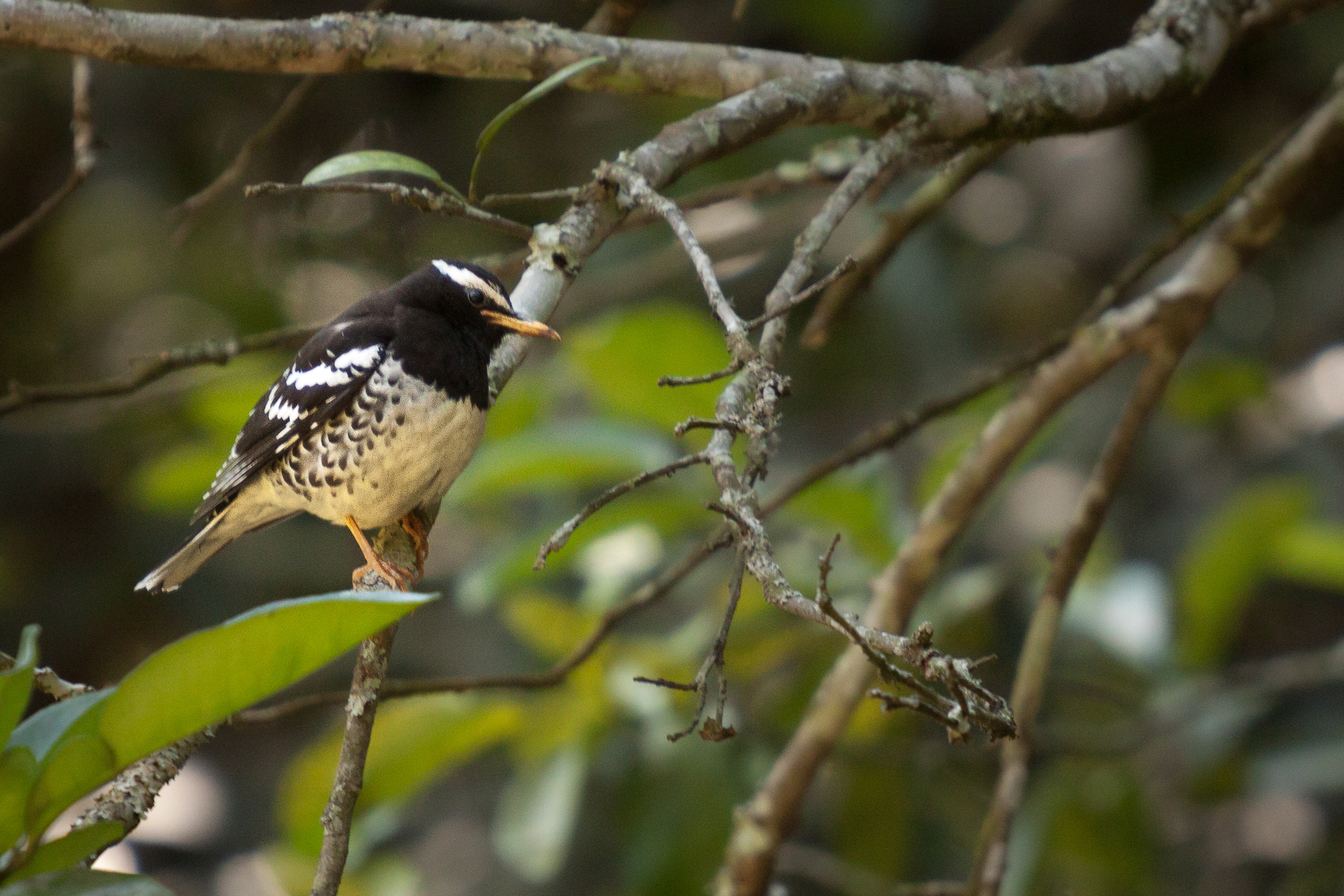
Самець індійського квічаля (Гори Нанді (гори, Індія), штат Карнатака, Індія)

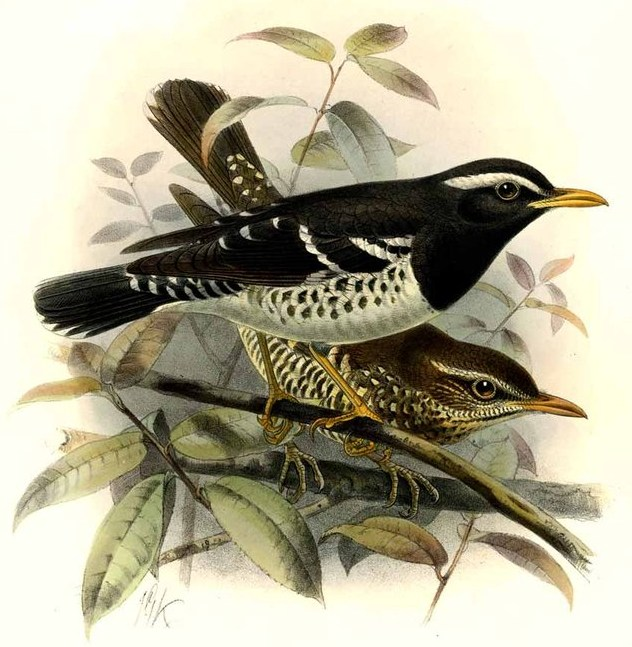
Індійські квічалі

Довжина птаха становить 22-22,5 см, вага 52-72 г, довжина крила становить 11-12 см. У самців верхня частина тіла переважно чорна, над очима білі "брови", пера на крилах і хвості на кінці білі. Нижня частина тіла біла, боки поцятковані чорними плямами, дзьоб і лапи жовті. У самиць і молодих птахів верхня частина тіла бура, поцяткована білуватими або охристими плямками, над очима світло-коричневі "брови", нижня частина тіла світло-коричнева, поцяткована темними лускоподібним візерунком. 

## Поширення і екологія
Індійські квічалі гніздяться в Гімалпях, від західного Гімачал-Прадешу до східного Непалу, можливо, також до Сіккіму і Бутану. З вересня по листопад вони мігрують на південь, до Шрі-Ланки і південної Індії, повертаються на північ у березні-травні. Вони живуть в чагарниковиму підліску вологих гірських тропічних лісів, в садах і на плантаціях, на берегіх річок і озер. Зустрічаються поодинці або парами, на висоті від 1000 до 2400 м над рівнем моря. Взимку утворюють зграї. Живляться переважно насінням, а також плодами. Сезон розмноження триває з квітня по липень, гніздо чашоподібне, встелен травою, скріплене глиною, розміщується на дереві. В кладці 3-4 білих або блакитнуватих яйця.